# 6868 Seiyauyeda
A 6868 Seiyauyeda (ideiglenes jelöléssel 1992 HD) a Naprendszer kisbolygóövében található aszteroida. Kusida Josio és Muramacu Oszamu fedezte fel 1992. április 22-én.